# Зайнаб бінт Джахш

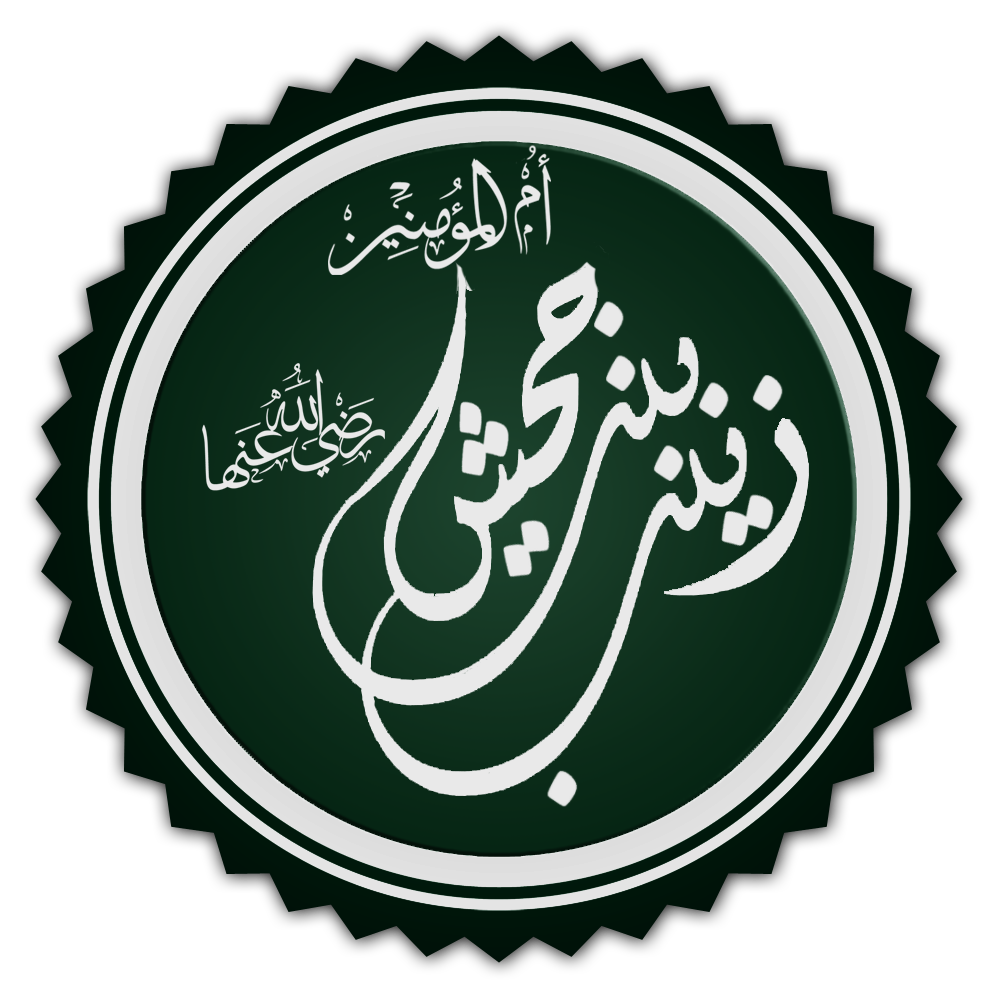

Зайнаб бінт Джахш († 642) (араб. زينب بنت جحش) — одна з дружин пророка Мухаммеда, мати правовірних. Одна з перших мусульманок. Зайнаб її назвав Мухаммед, до цього її звали Барра.
Барра була серед перших переселенців з Мекки до Медини. Вона не була одруженою, тому Мухаммед хотів одружити з нею свого вільновідпущеника та прийомного сина Зайла ібн Харісу. Цим він хотів ліквідувати язичницькі традиції, згідно з якими вільна жінка не могла вступити в шлюб з колишнім рабом. Барра та її брати були проти цього шлюбу. Одначе Мухаммеду в цей час була надіслана коранічна сура (33: 36), відповідно до якої йому не дозволялося суперечити. Тому Барра погодилась на цей шлюб. Він виявився нетривалим і за рік закінчився розлученням. Мухаммеда дуже збентежив розрив цього шлюбу. Він вирішив сам одружитися з Зайнаб, та не міг цього зробити через язичницькі звичаї, які забороняли одружуватися з колишньою дружиною свого прийомного сина. У цей час Мухаммед отримав нове «одкровення», у якому цей звичай скасовувався (Коран 33: 37-40). Після цього Мухаммед одружився з Зайнаб. У результаті цього шлюбу Мухаммед своїм прикладом закликав мусульман зректися язичницьких традицій минулого.
Шлюб Мухаммеда та Зайнаб відбувся у 627 р. Їй тоді було близько 35 років.
За мусульманськими переказами Зайнаб була побожною жінкою, багато часу проводила в молитвах та постах. Вона також була дуже працьовитою.
Зайнаб бінт Джахш була першою дружиною Мухаммеда, що померла після його смерті (у Медині, коли їй було 53 роки)